# 鳞斑蟹
鳞斑蟹（学名：Demania scaberrima）为扇蟹科鳞斑蟹属的动物。分布于日本、泰国湾、新加坡、印度以及中国大陆的广西、广东、福建、浙江等地，生活环境为潮間帶的海水，常栖息于沿岸水深15-35米岩石及沙质底。其生存的海拔范围为-35至-15米。